# Loch Broom Islet
Loch Broom Islet (do 19 stycznia 1961 Lochbroom Islet) – wyspa (islet) w kanadyjskiej prowincji Nowa Szkocja, w hrabstwie Pictou, w zatoce Pictou Harbour; nazwa Lochbroom Islet urzędowo zatwierdzona 22 marca 1926.